# Якоби, Стефан Людвиг
Стефан Людвиг Якоби (нем. Stephan Ludwig Jacobi; 30 мая 1711, Гогенхаузен, Каллеталь — 1784, там же) — немецкий гидротехник, рыбовод, изобретатель.

## Биография
Сын фермера. С 1734 года изучал математику и естественные науки в Марбургском университете
Разработал проект фонтана в Бад-Майнберге по заказу княжеского двора в Детмольде, что положило начало баням в городе. В Шётмаре спланировал и руководил регулированием рек Бега и Верре, чтобы предотвратить частые наводнения.
В 1763 , а затем в 1765 году опубликовал статьи о своем открытии искусственного оплодотворения икры форели. Наблюдал в природных условиях размножение (нерест) форели в ручьях и воспроизводил это в искусственных условиях. Для этой цели он отцеживал икру форели в сосуд с водой, затем в тот же сосуд отцеживал сперму в количестве, достаточном, чтобы сделать воду мутной. Такие же опыты Якоби проделывал с другими рыбами. Во всех случаях икра оплодотворялась, и получались личинки. Якоби своим открытием доказал, что оплодотворение икры рыб происходит в воде. Способ, предложенный Якоби, в рыбоводной литературе получил название мокрого способа оплодотворения.